# Liste de catastrophes naturelles en 2008
Cet article contient une liste des catastrophes naturelles meurtrières en 2008.

## Janvier
- 2 janvier : Une vague de froid sévit pendant un mois dans le Nord de l'Inde faisant 50 morts[1].
- 8 janvier : Une vague de froid  sans précédent en Afghanistan fait 1317 morts[2].

## Février
- 3 février : Deux séismes dans la région des Grands Lacs fait 43 morts, 37 au Rwanda et 6 en République démocratique du Congo.
- 6 février : Une éruption de tornades dans le Sud-Est des États-Unis fait 55 morts.
- 17 février : Le cyclone Ivan frappe durement Madagascar faisant au total 83 morts et 117 disparus.
- 19 février : Des inondations dans le centre des Philippines font 45 morts.

## Avril
- 4 avril : De fortes inondations dans le Nord-Est du Brésil font 36 morts.

## Mai
- 3 mai : Le cyclone Nargis ravage le Sud de la Birmanie, faisant 138 366 morts.
- 5 mai : Une canicule dans l'État Indien d'Andhra Pradesh fait 174 morts.
- 11 mai : ade dans le centre des États-Unis fait 22 morts.
- 12 mai : Un puissant séisme de magnitude 7,9 dans le Sud-Ouest de la Chine fait 87 476 morts.
- 14 mai : Une tempête de sable dans le Nord de l'Inde fait 89 morts.
- 26 mai : Des inondations torrentielles dans le Sud-Ouest de la Chine font 68 morts.
- 26 mai : Une tempête de neige en Mongolie fait 52 morts.
- 30 mai : Des inondations torrentielles dans l'Est de l'Éthiopie font 29 morts.
- 30 mai : Des inondations et des glissements de terrain en Colombie font 51 morts.

## Juin
- 4 juin : Plusieurs tornades s'abattent dans plusieurs Etats américains provoquant des inondations faisant 22 morts.
- 7 juin : Une vague de chaleur dans le Nord-Est des États-Unis fait 30 morts.
- 14 juin : Un violent séisme de magnitude 7,2 dans le Nord du Japon fait 22 morts.
- 15 juin : Des inondations liées à la mousson indienne font 1963 morts.
- 21 juin : Un violent typhon nommé Fengshen fait 1468 morts aux Philippines et en Chine.

## Juillet
- 3 juillet : D'importantes inondations en Amérique centrale font 66 morts.
- 23 juillet : D'importantes inondations en Ukraine, Slovaquie et Roumanie font 42 morts.

## Août
- 3 août : Tornade en Val-de-Sambre de force F3 ou F4 qui a frappé plusieurs communes du département du Nord de la France en début de nuit.
- 8 août : Une tempête tropicale nommée Kammuri fait 208 morts en Chine et au Viêt Nam.
- 16 août : Une tempête nommée Fay touche le Nord des Caraïbes et la Floride faisant 53 morts.
- 30 août : Un séisme de magnitude 6,1 dans le sud-Ouest de la Chine fait 40 morts et 675 blessés.

## Septembre
- 6 septembre : De violents incendies en Afrique du Sud, Swaziland et Mozambique font 89 morts.
- 6 septembre : Un important éboulement dans un bidonville du Caire en Égypte fait 69 morts.
- 7 septembre : Un ouragan  nommé Ike frappe Haïti, Cuba et le Texas faisant 157 morts.
- 8 septembre : Une énorme coulée de boue dans le district de Xiangfen en Chine fait 267 morts.
- 18 septembre : Un glissement de terrain dans le Sud du Mexique fait 23 morts.
- 19 septembre : Des pluies torrentielles se sont abattues sur le  district de Sitapur, en Inde faisant 44 morts.
- 22 septembre : Un typhon nommé Hagupit touche les Philippines, la Chine et le Viêt Nam faisant 53 morts.
- 23 septembre : Un glissement de terrain dans le Sud-Ouest de la Chine fait 46 morts.
- 30 septembre : Des inondations dans le Nord de l'Algérie font 47 morts.

## Octobre
- 5 octobre : Un séisme de magnitude 6,6 dans le Sud du Kirghizistan fait 75 morts.
- 17 octobre : Des inondations et des glissements de terrain au Costa Rica et au Honduras font 33 morts.
- 23 octobre : Une tempête tropicale nommé 03b frappe le Sud-Est du Yémen faisant 180 morts.
- 24 octobre : Des inondations meurtrières dans le centre du Vietnam font 74 morts.
- 29 octobre : Un puissant séisme de magnitude 6,4 frappe le sud-ouest du Pakistan faisant 300 morts[3].

## Novembre
- 3 novembre : Des pluies torrentielles frappent le nord et le centre du Viêt Nam et le sud de la Chine pendant une dizaine de jours faisant 119 morts[4].
- 3 novembre : Des coulées de boue provoquées par de fortes pluies dans le sud-ouest de la Chine font 67 morts[5].
- 22 novembre : D'importantes inondations dans le Sud du Brésil causent la mort de 154 personnes.
- 23 novembre : La tempête tropicale Nisha frappe l'Inde et le Sri Lanka faisant 32 morts.

## Décembre
- 21 décembre : Une vague de froid touche une grande partie des États-Unis et du Canada faisant 30 morts[réf. nécessaire].
- 28 décembre : Une vague de froid sévit sur l'Europe tuant 14 personnes.

Un total de 235 816 personnes ont été tuées en 2008 par des catastrophes naturelles, dont la quasi-totalité ont succombé en Birmanie à cause du cyclone Nargis, et en Chine lors du séisme qui a frappé la province du Sichuan.